# Deutsch Dávid József
Deutsch Dávid József (Pápa, 1818 – Budapest, 1891) orvos, író.
Pápáról származott.

## Munkái
- Az úszás orvosi tekintetben. Orvosdoktorrá iktatása ünnepélyére irta. Buda, 1842.
- Temple Henrika. Regény. Disraeli B. után angolból ford. Pápa, 1861. Két kötet.